# Santuario di Santa Caterina (Varazze)
Il santuario di Santa Caterina è un edificio religioso sito in piazza Santa Caterina, lungo la Via Aurelia, a Varazze, in provincia di Savona. Fu eretta nel XVII secolo con la facciata attuale risalente al 1940.

## Storia e descrizione

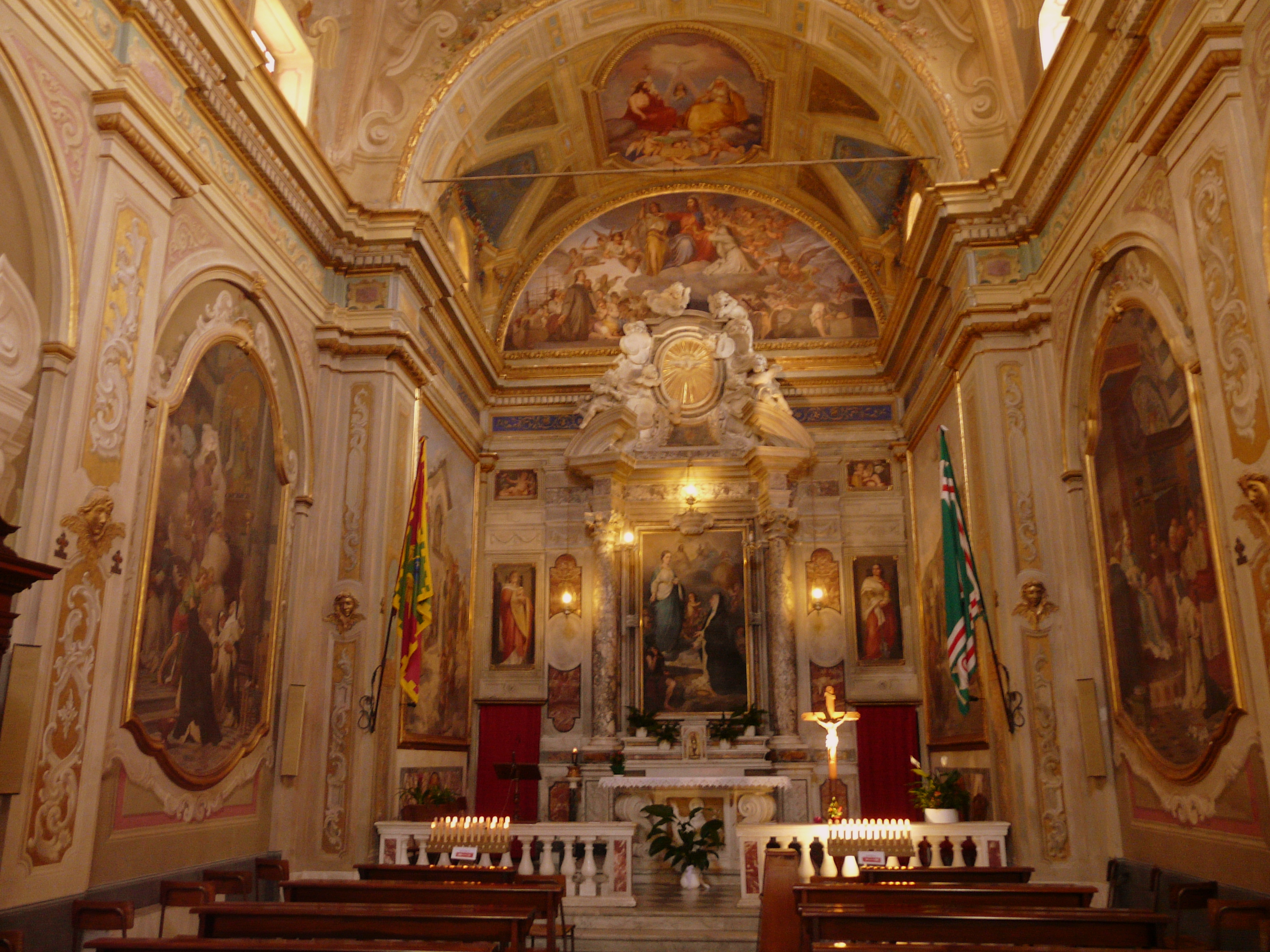
La navata

Il 3 ottobre 1376 giunse nel borgo varazzino, di ritorno da Avignone, santa Caterina da Siena che volle visitare i luoghi natii del beato Jacopo da Varagine. La santa, impressionata dalla desolazione operata dalla peste che aveva decimato la popolazione, si fermò a pregare presso un'edicola mariana chiedendo la liberazione della città dalla pestilenza e facendo promettere agli anziani del borgo di erigere una chiesa in onore della Santissima Trinità.
Cessata improvvisamente l'epidemia di peste, i varazzini misero in atto subito il voto espresso davanti alla futura santa e già l'anno dopo la visita della mistica senese, nel 1377, la cappella, seppur piccola e modesta, era completata, orientata con l'accesso verso la spiaggia del mare, nel luogo indicato da Caterina.
Alcuni secoli dopo, quando la mistica senese era stata già canonizzata dalla Chiesa, il 27 aprile del 1625 il Generale Parlamento decretò giorno festivo il 29 aprile e deliberò una particolare forma di culto, supplicando il Serenissimo Senato di Genova di approvare quanto chiesto. Intanto si faceva sempre più vivo il desiderio di ricostruire il santuario: insieme al Comune ed al popolo.
Il 16 febbraio 1630 il papa Urbano VII fissava, fra le altre cose, la festa di Santa Caterina da Siena dal 29 al 30 aprile.
Il 5 dicembre 1645, fu deliberato di procedere alla ristrutturazione dell'antica cappella. Evidentemente ai cittadini di allora tale lavoro non piaceva perché l'8 dicembre 1652 decisero di costruire una nuova cappella in sostituzione di quella piccola e diroccata. La nuova cappella venne costruita nel sito dove è attualmente, orientata verso l'abitato, con l'accesso a ponente; venne benedetta nell'ottobre del 1658 e subito i varazzini fecero a gara per abbellire il loro santuario; nel 1743 la chiesetta si arricchì di una preziosa reliquia del Santo Corpo della mantellata senese, che però venne rubata, da ignoti, dal santuario di Santa Caterina, l'8 giugno 1993.
Nel 1760 la cappella, ancora campestre, venne dotata di un piccolo campanile con annessa una campana che la rese più completa. Con decreto pontificio del 18 giugno del 1867, papa Pio IX concedeva l'indulgenza plenaria "a tutti i fedeli che, confessati e comunicati, visiteranno la Chiesa parrocchiale di Sant'Ambrogio nella festa di Santa Caterina, ovvero in uno dei sette giorni immediatamente susseguenti ad essa".

## Descrizione

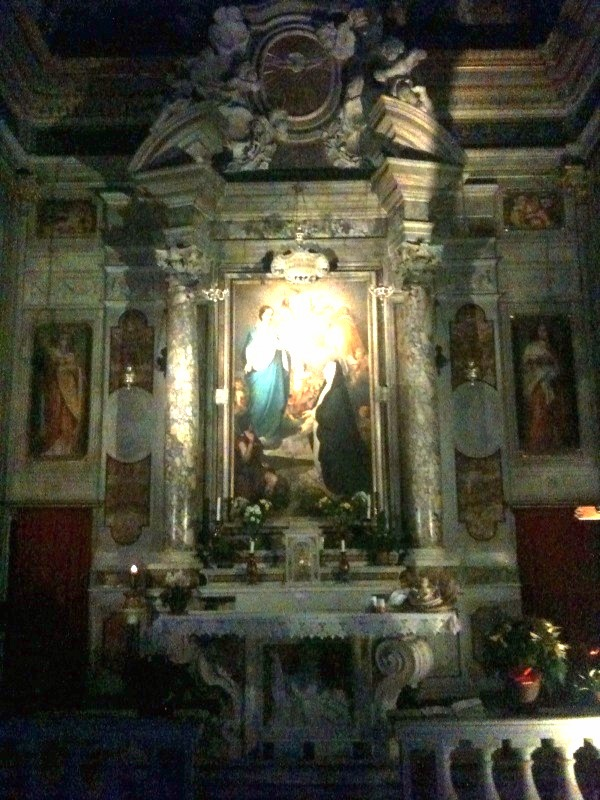
La zona del presbiterio

La chiesa, di modeste dimensioni, a navata unica, è riccamente decorata e reca affreschi del XIX secolo raffiguranti episodi della vita di Santa Caterina da Siena.
Sopra l'altare campeggia un olio su tela del 1870, opera di Francesco Gandolfi di Chiavari. Dello stesso autore sono il Medaglione della SS. Trinità nella volta, L'arrivo di Santa Caterina a Varazze e il Giuramento della popolazione di erigere la cappella sulle pareti del presbiterio.
Altri quattro affreschi sulle pareti della navata, ripercorrono ulteriori episodi tra i quali il tentativo operato dalla Santa a colloquio con papa Gregorio XI per riportare la sede papale a Roma e la morte di Santa Caterina; furono realizzati tra il 1890 e il 1892.

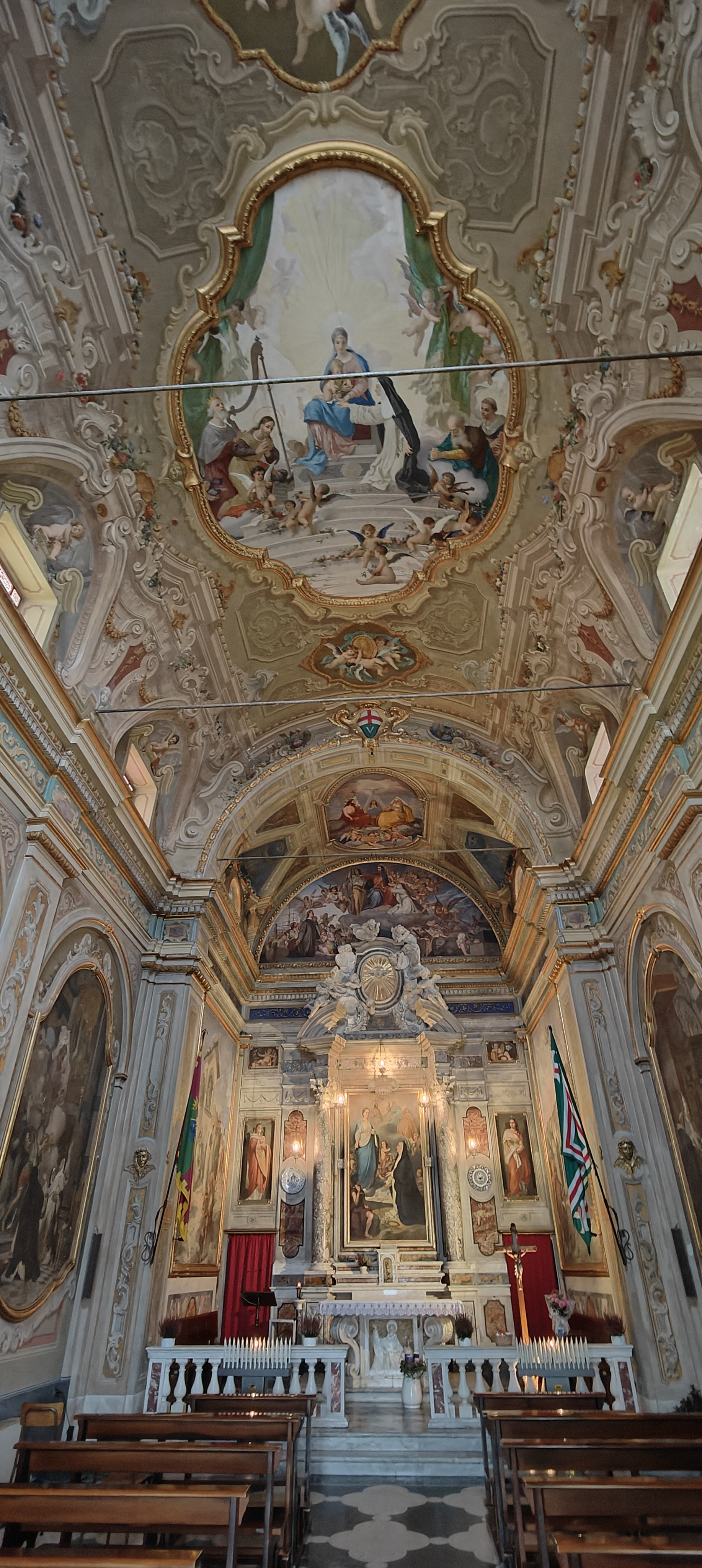
La volta del Santuario con lo Sposalizio mistico di S. Caterina

Sulla volta è raffigurato lo Sposalizio mistico di S. Caterina, dipinto da Luigi Gainotti allievo di Nicolò Barabino. Altri affreschi decorativi sono stati realizzati dai pittori Luigi De Servi e Sante Bertelli. Tra il 1938 e il 1940 fu rifatta completamente la facciata esterna nelle forme attuali; in seguito abbellita con vetrate policrome alle finestre e al rosone.

## La processione

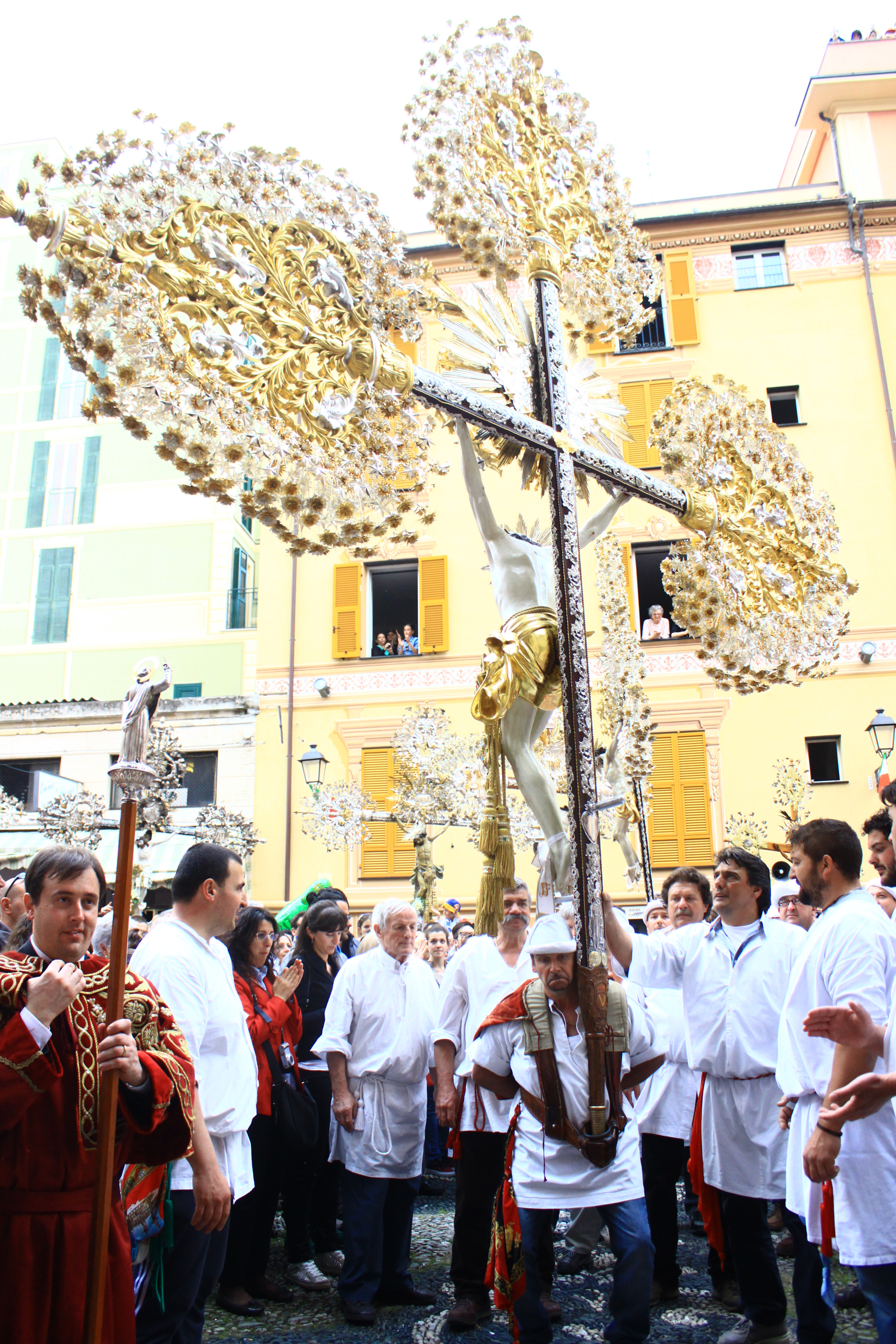
Inchino davanti a Sant'Ambrogio con il Cristo della Confraternita di San Bartolomeo di Varazze

Ogni anno quando ricorrono le festività di Santa Caterina, si svolge la processione dei crocifissi che percorre il centro storico della città, partendo dalla parrocchia collegiata di Sant'Ambrogio fino al piccolo santuario che gli abitanti le dedicarono nel 1376, dopo il suo passaggio.
Questo avvenimento, che attira migliaia di persone ogni anno, è molto singolare, infatti la processione avviene sia al mattino che al pomeriggio, perché la cassa lignea è conservata nella parrocchia della città e quindi si compie una sorta di ritorno alla chiesa collegiata. All'arrivo in piazza, la folla si raduna insieme alle confraternite e ai loro crocifissi, alle autorità politiche e religiose e alla banda musicale di Varazze, che all'arrivo della santa, intona l'inno di Varazze alla santa, chiamato Oggi facciam, con il quale fanno risuonare il nome di Caterina, che sulla soglia della collegiata esita ad entrare facendo molte volte marcia indietro, ma quando poi entra nella navata centrale della chiesa, i cittadini la acclamano cantando e battendo le mani, facendo scattare così l'applauso finale. La processione si conclude, lasciando spazio così alla messa finale, eseguita nella parrocchia.
La processione è di carattere votivo, cioè è un voto che la città ha fatto. Parte la mattina arrivando al Santuario e deve comunque tornare presso la Parrocchia. È già successo che le condizioni meteo proibissero il ritorno al pomeriggio, che è stato fatto un giorno a parte, altrimenti il voto non sarebbe stato sciolto.
(Ritornello Oggi Facciam)

## Note

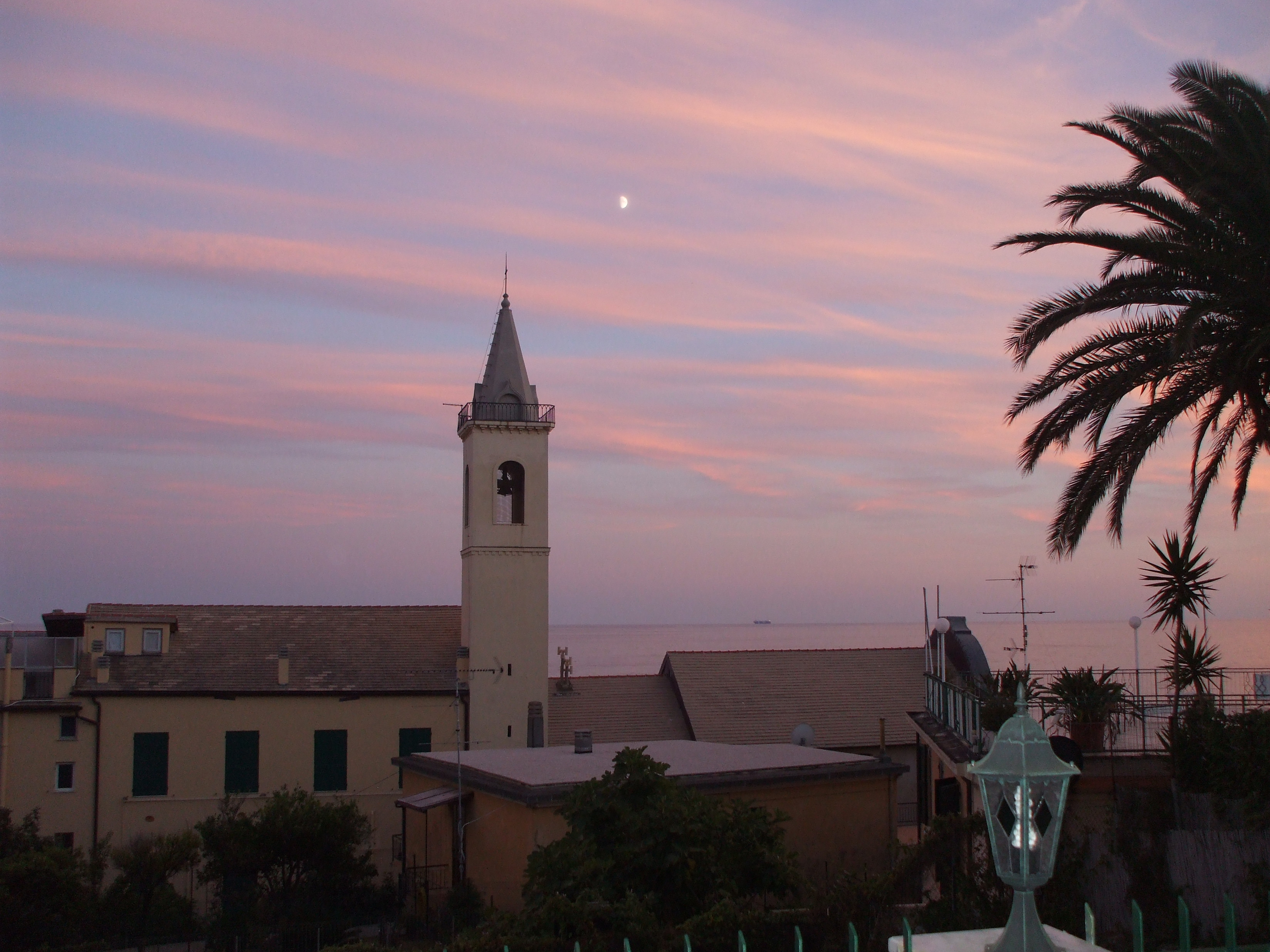
Immagine serale del santuario